# Luigi il Saltatore
Luigi il Saltatore, in tedesco Ludwig der Springer (1042 – Reinhardsbrunn, 8 maggio 1123), è stato un nobile tedesco e conte in Turingia dal 1056 fino alla sua morte.
Di lui si sa poco, sebbene sia menzionato in molte leggende. Luigi fu un importante oppositore degli imperatori salici Enrico IV e Enrico V durante la lotta per le investiture.

## Biografia
Luigi era un figlio di Luigi il Barbuto e un membro della dinastia francone dei Ludovingi. Fu battezzato nella chiesa parrocchiale di Altenbergen (oggi parte del Leinatal). Attorno al 1080, Luigi e suo fratello Beringe fondarono il priorato di Schönrain. In un documento del 1100, i due fratelli sono chiamati "di Schauenburg", nome datogli in quanto loro padre costruì un castello vicino a Friedrichroda.
Luigi continuò la politica di suo padre, che consisteva nell'espandere la sua influenza nel bacino della Turingia fondando castelli e monasteri. Il suo matrimonio con l'odoniana Adelaide di Stade, figlia di Lotario Udo II della marca del Nord e di Oda di Werl, oltre che vedova del conte palatino di Sassonia Federico III, lo portò ai massimi livelli dell'aristocrazia tedesca. Luigi costruì attorno al 1080 il castello di Wartburg, che divenne il nucleo del langraviato di Turingia e il castello di Neuenburg attorno al 1100. Luigi non usò mai il titolo di langravio; suo figlio Ludovico I fu il primo membro della dinastia ad usare quel titolo.
Durante la grande rivolta sassone, Luigi si schierò inizialmente con l'imperatore Enrico IV di Franconia, che probabilmente lo fece conte attorno al 1080. Successivamente appoggiò il futuro arcivescovo Rutardo di Magonza contro il re. Nel 1085 fondò il monastero di Reinhardsbrunn con i monaci dell'abbazia di Hirsau. Nel 1092 papa Urbano II lo confermò come vogt del monastero e sottrasse il monastero dalla giurisdizione episcopale, rendendolo soggetto solo alla Santa Sede. Nel 1094 Urbano II gli concesse il diritto di eleggere liberamente il suo abate.
Morì nel 1123.
Wolfgang Hartmann ha proposto l'ipotesi che, considerando la sua posizione ostile verso la dinastia salica, tra le statue dei famosi fondatori di chiese nella cattedrale di Naumburg ci debbano essere le statue di Luigi e di sua moglie.

## Leggenda
Secondo la leggenda, Luigi ricevette il soprannome di "Saltatore" quando saltò coraggiosamente un fiume. In quel momento, stava tentando di impossessarsi della contea palatina di Sassonia, ovvero l'area a ovest del fiume Saale e a nord di Unstrut. A tal fine, pugnalò  il conte palatino, Federico III, primo marito di sua moglie. Fu arrestato e incarcerato nel castello di Giebichenstein a Halle. Dopo tre anni di prigionia, si aspettava di essere giustiziato: egli quindi fuggì saltando dalla torre del castello nel fiume Saale, dove un servo lo stava aspettando con una barca assieme al suo cavallo preferito, un cavallo bianco come la neve chiamato Swan. Come espiazione per l'omicidio di Federico, costruì la chiesa di San Ulrico a Sangerhausen e in seguito fondò l'abbazia di Reinhardsbrunn.
Un'altra leggenda narra di come è arrivato a costruire il castello di Wartburg: egli trovò il sito per la sua costruzione nel 1067, mentre stava cacciando nella zona. Vide la montagna ed esclamò: Aspetta, montagna, mi porterai un castello!. Tuttavia, questa montagna era fuori dal suo territorio. Per aggirare questo problema, fece portare i suoi uomini della terra dal suo territorio e la scaricò sulla montagna. In quel momento aveva dodici dei suoi più fedeli cavalieri in piedi in quel punto, piantò le loro spade nel terreno e giurò che il terreno su cui si trovavano, apparteneva giustamente a Luigi.

## Matrimonio e figli
Luigi sposò in prime nozze una donna sassone, figlia di un certo Ulrico. Essa fu poi ripudiata. Forse questo matrimonio non avvenne, in quanto confuso con quello della figlia Adelaide (che sposò appunto un Ulrico); altre congetture portano a negare l'esistenza di questa unione.
Luigi sposò l'odoniana Adelaide di Stade († 18 ottobre 1110), figlia di Lotario Udo II della marca del Nord e di Oda di Werl, oltre che vedova del conte palatino Federico III di Sassonia. Essi ebbero i seguenti figli:
- Adelaide (1087-1146), che sposò Ulrico II, margravio di Carniola[3];
- Ermanno († castello di Hammerstein 1114)[3];
- Ludovico I di Turingia († 1140)[3];
- Udo († 1148), vescovo di Naumburg[3];
- Enrico Raspe I di Turingia († 1130)[3];
- Corrado († dopo il 25 luglio 1110)[3];
- Cunegonda († 1118), che sposò il conte Wichmann[3];
- Cecilia († 1141), che sposò il conte Gerlach I di Veldenz[3];
- Una figlia, che sposò Burcardo II di Quefurt[3].